# Distillerie Bleu Provence
La Distillerie Bleu Provence est une distillerie familiale de lavandes et de plantes aromatiques reprise en 1994. Originellement la distillerie s'appelait la Distillerie du Val d'Eygues.  
Située sur la promenade de la digue à Nyons, Drôme (région Rhône-Alpes). 

## Historique
Installée au cœur des routes de la lavande et de la Drôme provençale, la distillerie Bleu Provence perpétue depuis 1939 la distillation des lavandes et des plantes aromatiques cultivées dans le massif des Baronnies (vallée de Mévouillon, vallée du Poët en Percip, plateau de Ferrassières) pour en extraire des huiles essentielles biologiques.

## Gamme
Huiles essentielles biologiques (AOC) et de cosmétiques naturelles.

## Tourisme
- Espace de découverte de 150 m2 pour les visites et ateliers.
- Boutique de la distillerie
- Espace détente, salon de thé (Fermé depuis Mai 2025)